# Vosloorus
Vosloorus (afrikaans; deutsch etwa „Vosloos Ruhe“) ist ein administrativer Bestandteil der Metropolgemeinde Ekurhuleni in der südafrikanischen Provinz Gauteng.

## Geographie
2011 hatte Vosloorus 163.216 Einwohner. Der Stadtteil liegt südlich von Boksburg. Das Township Katlehong liegt unmittelbar südwestlich, Thokoza westlich von Katlehong. Vosloorus ist in zahlreiche Einheiten aufgeteilt, die zum großen Teil als von 1 bis 8 nummerierte Extensions bezeichnet werden, die teilweise eine zweite Ziffer aufweisen. Im Südwesten bildet der Fluss Riedspruit die Grenze. 2011 gaben 47 % der Bewohner isiZulu und 18 % Sesotho als erste Sprache an.

## Geschichte
Vosloorus wurde während der Apartheidzeit 1963 als Township für schwarze Südafrikaner eingerichtet, die aus dem näher an Boksburg gelegenen Stirtonville vertrieben worden waren. Stirtonville wurde in der Folge zum Siedlungsgebiet von Coloureds. 1983 erhielt Vosloorus Gemeindestatus. 2000 wurde es Teil der Metropolgemeinde Ekurhuleni. 2014 wurde das Natalspruit Hospital in Katlehong geschlossen und in Vosloorus neueröffnet.

## Verkehr
Die National Route 3 führt unmittelbar an Nordostrand Vosloorus’ entlang. Eisenbahnstrecken passieren Vosloorus in mehreren Kilometern Entfernung. 